# Chappaquiddick
Chappaquiddick is een klein eiland nabij het grotere eiland Martha's Vineyard, voor de kust van Massachusetts.
Beide eilanden zijn bij gegoede Amerikanen zeer in trek als vakantiebestemming. Het eiland is met een veerboot te bereiken vanuit Edgartown.

## Dubieus ongeluk Edward Kennedy
Chappaquiddick dankt zijn bekendheid aan een eenzijdig verkeersongeval dat in 1969 op dat eiland plaatsvond. Daarbij was de jongste broer van John F. Kennedy, senator Edward Kennedy als bestuurder betrokken. In de avond van 18 juli van dat jaar reed hij met zijn auto van een houten brug, die ter plaatse bekend is als de 'Dike Bridge', gelegen tussen een kuststrook of dijk en de rest van het eiland. Kennedy kon uit de auto ontsnappen, maar zijn passagier, de 28-jarige Mary Jo Kopechne niet. Als gevolg daarvan is zij verdronken. Kennedy waarschuwde in eerste instantie de politie niet, maar koos ervoor om terug te gaan naar zijn hotel. Toen de politie de wagen vond, met op de achterbank het lichaam van Kopechne, werd Kennedy gearresteerd op verdenking van doodslag. Kennedy bleef volhouden dat hij na het ongeluk zo in shock was dat hij dacht dat Kopechne ook uit de auto was gekomen. Algemeen wordt aangenomen dat dit incident de latere loopbaan van de senator ernstig heeft geschaad. Niet alleen het ongeluk en de afloop daarvan, maar ook het feit dat Kennedy zich al dan niet in beschonken toestand in zijn auto bevond met een jonge vrouw deden zijn geloofwaardigheid in elk geval geen goed.